# Kailu
Kailu är ett härad  som lyder under Tongliaos stad på prefekturnivå i den autonoma regionen Inre Mongoliet i norra Kina. Det ligger omkring 850 kilometer öster om regionhuvudstaden Hohhot.